# Roth-Fleck
Roth-Flecken (Englisch  Roth's spots) sind Einblutungen in die Netzhaut, die lange Zeit als pathognomonisch für bakteriell bedingte Entzündungen der Herzinnenhaut (Endokarditiden) galten. Im Falle dieser Endokarditiden entstehen sie durch Gefäßentzündungen (Vaskulitiden), die Immunkomplex-vermittelt im Rahmen dieser Erkrankung auftreten. Sie sind nach dem Schweizer Pathologen Moritz Roth (1839–1914) benannt. Bei der Ophthalmoskopie erscheinen die Roth-Flecken als rote rundliche Punkte mit einem abgeblassten Zentrum. Dieses abgeblasste bis weiße Zentrum besteht aus Fibrin, das durch Endotheldefekte ausgetreten ist.
Roth-Flecken treten jedoch nicht nur bei bakteriell bedingten Endokarditiden auf, sondern auch bei anderen Erkrankungen, die mit einer erhöhten Kapillarfragilität einhergehen, zum Beispiel:
- andere infektiöse Endokarditiden
- Leukämien (Thrombozytopenie)
- Hypertonie
- ischämische Zustände
- Präeklampsie
- Diabetes mellitus
- AIDS (selten)
- mykotische Endophthalmitis